# George Flower
George Flower (Milton-Freewater, 28 ottobre 1937 – Los Angeles, 18 giugno 2004) è stato un attore e sceneggiatore statunitense.

## Biografia
Conosciuto anche con i nomi George "Buck" Flower, Buck Flower e C. D. LaFleur, ha ricoperto spesso ruoli di ubriachi e senzatetto grazie alla sua corporatura e alla sua folta barba (in Ritorno al futuro interpreta Red, il barbone ubriaco che dorme sulla panchina). Con John Carpenter ha interpretato un cameo in quasi tutti i film che il regista ha girato negli anni '80. È stato anche produttore e sceneggiatore. Come attore, ha interpretato numerosi ruoli in film dai generi più vari, dall'horror alla fantascienza ai film di sexploitation (nel primo periodo).

## Filmografia

### Attore

#### Cinema
- Country Cuzzins, regia di Bethel Buckalew (1970)
- Norma, regia di Ted Roter (1970)

- Mother Knows Best, regia di Ben Rose (1971)
- Touch Me, regia di Anthony Spinelli (1971)
- Below the Belt, regia di Bethel Buckalew (1971)
- Sex in the Comics, regia di Anthony Spinelli (1972)
- The Sex Prophet, regia di R. Levi Salonen (1973)
- La gang dei dobermann colpisce ancora (The Daring Dobermans), regia di Byron Chudnow (1973)
- Erotic movie (The Dirty Mind of Young Sally), regia di Bethel Buckalew (1973)
- The Dirty Dolls, regia di Stu Segall (1973)
- Intimità proibite (Tender Loving Care), regia di Don Edmonds (1973)
- The Devil and Leroy Bassett, regia di Robert E. Pearson (1973)
- Suckula, regia di Anthony Spinelli (1973)
- Orgy American Style, regia di Carlos Tobalina (1973)
- Tower of Love, regia di George Drazich (1974)
- Video Vixens!, regia di Henri Pachard (1974)
- Alice Goodbody, regia di Tom Scheuer (1974)
- Like Father, Like Son, regia di Duke Mitchell (1974)
- Criminally Insane, regia di Nick Millard (1975)
- Tre matti in un collegio femminile (Delinquent School Girls), regia di Greg Corarito (1975)
- The Candy Tangerine Man, regia di Matt Cimber (1975)
- Gimkana pazza (Flash and the Firecat), regia di Beverly Sebastian e Ferd Sebastian (1975)
- Johnny Firecloud, regia di William Allen Castleman (1975)
- Ilsa la belva delle SS (Ilsa: She Wolf of the SS), regia di Don Edmonds (1975)
- Gemini Affair, regia di Matt Cimber (1975)
- La grande avventura (The Adventures of the Wilderness Family), regia di Stewart Raffill (1975)
- Lady Cocoa, regia di Matt Cimber (1975)
- That Girl from Boston, regia di Matt Cimber (1975)
- The Witch Who Came from the Sea, regia di Matt Cimber (1976)
- Ilsa, la belva del deserto (Ilsa, Harem Keeper of the Oil Sheiks), regia di Don Edmonds (1976)
- Love Games, regia di Ed De Priest (1976)
- Deep Jaws, regia di Perry Dell (1976)
- All Night Long, regia di Alan Colberg (1976)
- Caccia aperta (A Small Town in Texas), regia di Jack Starrett (1976)
- Country Doc, regia di Corry Phelps (1976)
- Oltre le grandi montagne (Across the Great Divide), regia di Stewart Raffill (1976)
- Drive In Massacre, regia di Stu Segall (1976)
- Bad Georgia Road, regia di John C. Broderick (1977)
- Bare Knuckles, regia di Don Edmonds (1977)
- The Alpha Incident, regia di Bill Rebane (1978)
- La grande avventura continua (The Further Adventures of the Wilderness Family), regia di Frank Zuniga (1978)
- Killer's Delight, regia di Jeremy Hoenack (1978)
- Teen Lust, regia di James Hong (1978)
- The Kid from Not-So-Big, regia di Bill Crain (1978)
- The Capture of Bigfoot, regia di Bill Rebane (1979)
- Le nuove avventure dei Robinson (Mountain Family Robinson), regia di Jack Couffer (1979)
- Up Yours, regia di John Hayes e Eddie Ryder (1979)
- Fog (The Fog), regia di John Carpenter (1980)
- 1997: fuga da New York (Escape from New York), regia di John Carpenter (1981)
- Early Warning, regia di David R. Elliott (1981)
- Butterfly - Il sapore del peccato (Butterfly), regia di Matt Cimber (1982)
- La truffa (Fake-Out), regia di Matt Cimber (1982)
- In Search of a Golden Sky, regia di Jefferson Richard (1984)
- Starman, regia di John Carpenter (1984)
- My Therapist, regia di Gary Legon (1984)
- Declic - Dentro Florence (Le déclic), regia di Jean-Louis Richard e Steve Barnett (1985)
- Rigged, regia di Claudio M. Cutry (1985)
- Ritorno al futuro (Back to the Future), regia di Robert Zemeckis (1985)
- J.J. Stryker (The Night Stalker), regia di Max Kleven (1986)
- Flicks, regia di Peter Winograd e Kirk Henderson (1987) (segmento 'New Adventures of the Great Galaxy')
- Berserker, regia di Jefferson Richard (1987)
- Code Name Zebra, regia di Joe Tornatore (1987)
- W.A.R.: Women Against Rape, regia di Raphael Nussbaum (1987)
- Takin' It All Off, regia di Ed Hansen (1987)
- Party Favors, regia di Ed Hansen (1987)
- Tragica notte al bowling (Sorority Babes in the Slimeball Bowl-O-Rama), regia di David DeCoteau (1988)
- Poliziotto sadico (Maniac Cop), regia di William Lustig (1988)
- Pumpkinhead, regia di Stan Winston (1988)
- Bloody Nightmare (Cheerleader Camp), regia di John Quinn (1988)
- Il mio amico Mac (Mac and Me), regia di Stewart Raffill (1988)
- Essi vivono (They Live), regia di John Carpenter (1988)
- The American Scream, regia di Mitchell Linden (1988)
- Death Nurse 2, regia di Nick Millard (1988)
- Speak of the Devil, regia di Raphael Nussbaum (1989)
- Tramonto (Sundown: The Vampire in Retreat), regia di Anthony Hickox (1989)
- Senza limiti (Relentless), regia di William Lustig (1989)
- One Man Force, regia di Dale Trevillion (1989)
- Ritorno al futuro - Parte II (Back to the Future Part II), regia di Robert Zemeckis (1989)
- Ghost Writer, regia di Kenneth J. Hall (1989)
- Nerds of a Feather, regia di Gary Graver e Mario Romeo Milano (1990)
- I figli del fuoco (Spontaneous Combustion), regia di Tobe Hooper (1990)
- Down the Drain, regia di Robert C. Hughes (1990)
- I guerrieri della strada (Masters of Menace), regia di Daniel Raskov (1990)
- Zombie news (Dead Men Don't Die), regia di Malcolm Marmorstein (1990)
- Blood Games, regia di Tanya Rosenberg (1990)
- Dragonfight, regia di Warren A. Stevens (1990)
- The Giant of Thunder Mountain, regia di James W. Roberson (1991)
- Soldier's Fortune, regia di Arthur N. Mele (1991)
- 976 chiamata per il diavolo 2 (976-Evil II), regia di Jim Wynorski (1991)
- Doppia immagine (Mirror Images), regia di Gregory Dark (1992)
- Waxwork 2 - Bentornati al museo delle cere (Waxwork II: Lost in Time), regia di Anthony Hickox (1992)
- Il mio amico Munchie (Munchie), regia di Jim Wynorski (1992)
- Warlock - L'angelo dell'apocalisse (Warlock: The Armageddon), regia di Anthony Hickox (1993)
- Skeeter, regia di Clark Brandon (1993)
- Plughead Rewired: Circuitry Man II, regia di Robert Lovy e Steven Lovy (1994)
- La fantastica avventura dell'orso Goldy (The Magic of the Golden Bear: Goldy III), regia di John Quinn (1994)
- Tammy e il T-Rex (Tammy and the T-Rex), regia di Stewart Raffill (1994)
- Ripper Man, regia di Phil Sears (1995)
- Taglia che scotta (Hard Bounty), regia di Jim Wynorski (1995)
- Villaggio dei dannati (Village of the Damned), regia di John Carpenter (1995)
- Takin' It Off Out West, regia di Ed Hansen (1995)
- In fuga col malloppo (Fast Money), regia di Alex Wright (1996)
- La stirpe (Dark Breed), regia di Richard Pepin (1996)
- L'ultimo guerriero (Forest Warrior), regia di Aaron Norris (1996)
- Running Hard, regia di Serge Rodnunsky (1996)
- Bloodsuckers, regia di Ulli Lommel (1997)
- Black Dawn - Alba nera (Black Dawn), regia di John De Bello (1997)
- Champions, regia di Peter Gathings Bunche (1997)
- Trappola per il presidente (Executive Target), regia di Joseph Merhi (1997)
- Wishmaster - Il signore dei desideri (Wishmaster), regia di Robert Kurtzman (1997)
- Moonbase, regia di Paolo Mazzucato (1997)
- Fallen Angel, regia di John Quinn (1997)
- Codice di sicurezza (Silicon Towers), regia di Serge Rodnunsky (1999)
- Flamingo Dreams, regia di Lamar Card (2000)
- Bring Him Home, regia di Robert Fedor (2000)
- Crash Point Zero, regia di Jim Wynorski (2001)
- Perfect Fit, regia di Donald P. Borchers (2001)
- La maledizione di Komodo (The Curse of the Komodo), regia di Jim Wynorski (2004)

#### Televisione
- Big Bob Johnson and His Fantastic Speed Circus, regia di Jack Starrett (1978)
- The Time Machine, regia di Henning Schellerup (1978)
- Il motel della paura (Bates Motel), regia di Richard Rothstein (1987)
- Squadra antidroga (W.B., Blue and the Bean), regia di Max Kleven (1989)
- Puppet Master II, regia di David Allen (1990)
- Camp Fear, regia di Thomas Edward Keith (1991)
- Inside Out II, regia di Nicholas Brandt, Paul Rachman, Tony Randel, Nigel Dick, Martin Donovan, Linda Hassani, Yuri Sivo e John Wentworth (1992) (segmento 4 "There's This Travelling Salesman, See")
- Body Bags - Corpi estranei (Body Bags), regia di John Carpenter e Tobe Hooper (1993) (segmento "The Gas Station")
- Attacco al college (Demolition High), regia di Jim Wynorski (1996)
- Skeletons, regia di David DeCoteau (1997)
- Mom, Can I Keep Her?, regia di Fred Olen Ray (1998)
- Radical Jack, regia di James Allen Bradley (2000)
- Power Rangers Time Force: Photo Finish, regia di Jason Faunt, Erin Cahill e Kevin Kleinberg (2001)
- Presenze Invisibili - They Are Among Us (They Are Among Us), regia di Jeffrey Obrow (2004)

#### Serie TV
- Lincoln – serie TV, episodio 1x3 (1975)
- The Invisible Man – serie TV, episodio 1x6 (1975)
- The Cliffwood Avenue Kids (1977)
- Hazzard (The Dukes of Hazzard) – serie TV, episodio 2x19 (1980)
- Palmerstown, U.S.A. – serie TV, episodio 2x2 (1981)
- Flo – serie TV, 8 episodio (1980-1981)
- Avvocati a Los Angeles (L.A. Law) – serie TV, episodio 3x17 (1989)
- Paradise – serie TV, episodio 2x1 (1989)
- They Came from Outer Space – serie TV, episodio 1x8 (1989)
- Le avventure di Brisco County (The Adventures of Brisco County Jr.) – serie TV, episodio 1x5 (1993)
- Night Stand – serie TV, episodio 1x27 (1995)
- Live Shot – serie TV, episodio 1x9 (1995)
- Renegade – serie TV, episodi 1x9-4x7 (1992-1995)
- N.Y.P.D. (NYPD Blue) – serie TV, episodio 4x22 (1997)
- E.R. - Medici in prima linea (ER) – serie TV, episodio 4x7 (1997)
- Brooklyn South – serie TV, episodio 1x13 (1998)
- La signora del West (Dr. Quinn, Medicine Woman) – serie TV, episodio 6x19 (1998)
- Power Rangers in Space – serie TV, episodio 1x43 (1998)
- Jarod il camaleonte (The Pretender) – serie TV, episodio 4x1 (1999)
- Power Rangers Lightspeed Rescue – serie TV, episodio 1x27 (2000)
- Road to justice - Il giustiziere (18 Wheels of Justice) – serie TV, episodio 2x8 (2001)
- Power Rangers Time Force – serie TV, episodio 1x24 (2001)

## Doppiatori italiani
Nelle versioni in italiano delle opere in cui ha recitato, George Flower è stato doppiato da:
- Vittorio Di Prima in Starman, Tammy e il T-Rex
- Mauro Gravina in Fog
- Mario Milita in Ritorno al futuro
- Diego Reggente in Essi vivono